# ADA Band
ADA Band – indonezyjski zespół poprockowy z Dżakarty, założony w 1996 roku. W skład grupy wchodzą Indra Sinaga – wokal, Marshal Surya Rachman – gitara, Dika Satjadibrata – gitara basowa, Adhy Pratama – perkusja.
Formacja jest znana z przebojów takich jak „Manusia Bodoh”, „Yang Terbaik Bagimu”, „Seharusnya”, „Oughh” czy „Bilakah”.
Ich pierwszy album, zatytułowany Seharusnya, ukazał się w 1997 roku. W 2004 roku wydali album Heaven of Love, który pokrył się poczwórną platyną.

## Dyskografia
Albumy studyjne
| Tytuł              | Szczegóły                                                                                    | Sprzedaż |
| ------------------ | -------------------------------------------------------------------------------------------- | -------- |
| Seharusnya         | - Data wydania: 1997 - Wytwórnia: Bulletin - Format: CD, kaseta                              | 70.000+  |
| PerADAban 2000     | - Data wydania: lipiec 1999 - Wytwórnia: BMG - Format: CD, kaseta                            | 100.000+ |
| Tiara              | - Data wydania: marzec 2001 - Wytwórnia: BMG - Format: CD, kaseta                            | 80.000+  |
| Metamorphosis      | - Data wydania: 9 stycznia 2003 - Wytwórnia: EMI - Format: CD, kaseta, digital download      | 300.000+ |
| Heaven of Love     | - Data wydania: 28 października 2004 - Wytwórnia: EMI - Format: CD, kaseta, digital download | 900.000+ |
| Romantic Rhapsody  | - Data wydania: 1 kwietnia 2006 - Wytwórnia: EMI - Format: CD, kaseta, digital download      | 600.000+ |
| Cinema Story       | - Data wydania: 14 lipca 2007 - Wytwórnia: EMI - Format: CD, kaseta, digital download        |          |
| Harmonious         | - Data wydania: 2 lipca 2008 - Wytwórnia: EMI - Format: CD, digital download                 |          |
| Mystery of Musical | - Data wydania: 18 lipca 2009 - Wytwórnia: Arka-EMI - Format: CD, digital download           |          |
| Empati             | - Data wydania: 8 sierpnia 2011 - Wytwórnia: Universal - Format: CD, digital download        |          |
| Chemistry          | - Data wydania: 23 marca 2016 - Wytwórnia: Groovy - Format: CD, digital download             |          |